# Pintura da Espanha

Las Meninas, de Velázquez.

Pintura Espanhola é o termo que se refere a toda produção pictórica da Espanha durante todos os séculos.

## Pré-História
Na Espanha se encontra uma das obras-primas da pintura do Paleolítico: a Caverna de Altamira. Descoberta em 1879, abriga aquele que é talvez o primeiro grupo pictórico pré-histórico de grande extensão conhecido até hoje. Tal Atualmente, a Caverna é parte do Arquivo de Patrimônios da Humanidade da Unesco.

## Idade  Média

### Românico
Na Espanha não se conhecem vitrais criados antes do século XIII. Contudo, podem ser encontrados vários exemplos de pinturas murais e outras sobre retábulos, além de iluminuras.
Como exemplo de pinturas mural românica, podem ser citados os murais da Igreja de Sant Climent de Taüll, na Catalunha. Também foram importantes as pinturas de altares e retábulos, elaborados nos séculos XI, XII e XIII, que hoje estão nos museus de Vic, Barcelona e Lérida.

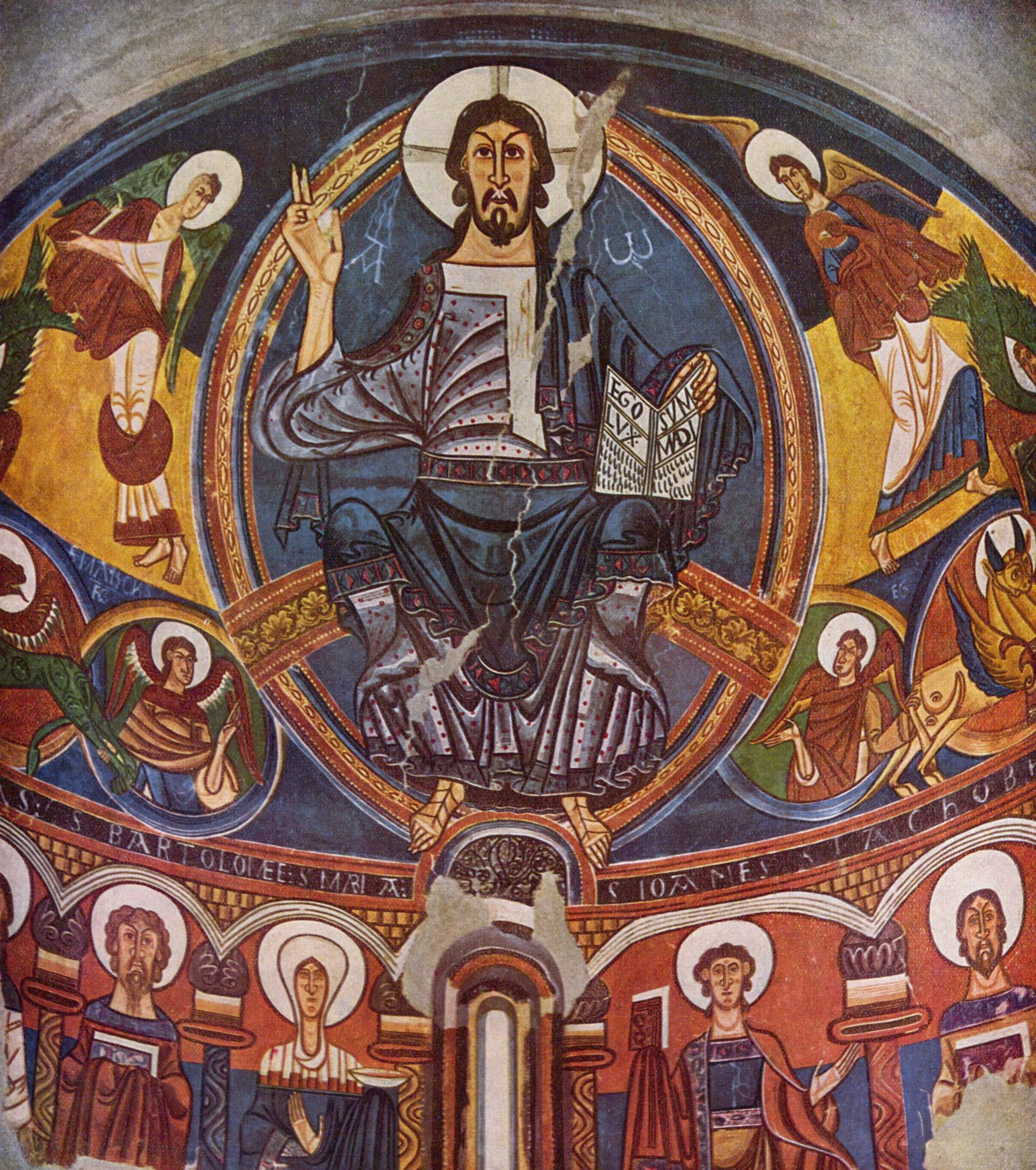
Afresco em San Clemente de Tahull.

### Gótico
A pintura Gótica na Espanha se divide em quatro fases.
No estilo linear ou franco-gótico, se destacam os vitrais, como os da Catedral de Leão. Também é importante o trabalho dos miniaturistas, cuja obra mestra é aquela que ilustra as Cantigas de Santa Maria.
Durante o estilo ítalo-gótico (Trecento), na segunda metade do século XIV, há a influência da Escola Sienesa em Aragão e da Escola Florentina em Castela e Leão. Nessa fase, se destacam: Jaume Ferrer Bassa e os irmãos Serra: Jaime, Juan e Pere Serra.
Já no século XV, a Espanha adere ao Estilo Internacional, com artistas como Luis Borrassá e Bernardo Martorell.
O estilo flamengo chega à Espanha na metade do século XV, com diversas escolas regionais:  Jaime Huguet, na Catalunha; Jacomart, em Valência; Bartolomé Bermejo, em Aragão, assim como Jorge Inglés e Fernando Gallego, em Castela.
- Antón Sánchez de Segovia
- Bernardo Martorell
- Bartolomé Bermejo
- Blasco de Grañén
- Fernando Gallego
- Jaime Huguet
- Jaime Serra
- Jaume Baçó
- Jaume Ferrer Bassa
- Jorge Inglés
- Juan Rexach
- Juan Sánchez de Castro
- Luís Borrassá
- Luis Dalmau
- Mestre da Família Artés
- Pedro Berruguete
- Pedro Nisart
- Pedro Zuera
- Pere Serra

## Renascimento

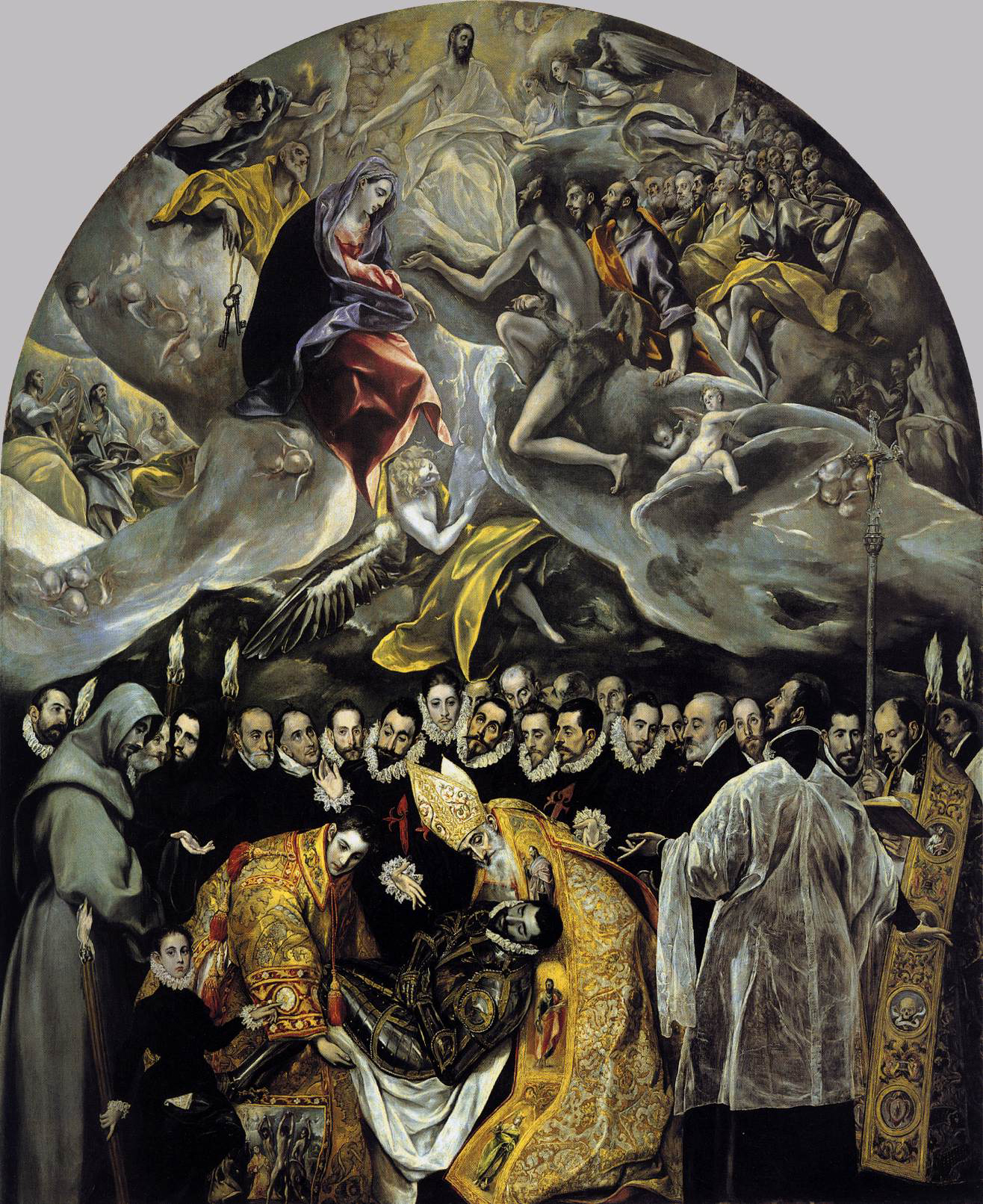
O Enterro do Conde de Orgaz, obra de El Greco.

O Renascimento Espanhol começa em Valência, com o pintor Fernando Yáñez de la Almedina, influenciados por Leonardo da Vinci. Mais tarde, Rafael Sanzio influencia Juan de Juanes, iniciando a segunda fase da pintura renascentista espanhola.
Em Castela, trabalhraam Juan de Flandes e Pedro Berruguete. Seu filho, Alonso Berruguete, já era um maneirista e a esta corrente adere também o pintor Luis de Morales (1509-1586), chamado "el Divino".
Na Andaluzia, as principais figuras são Alejo Fernández e Pedro Machuca.
Nos tempos de Felipe II, se destaca a influência da pintura veneziana com Juan Fernández de Navarrete, o Mudo. Na sua corte, se destacaram também os retratistas Alonso Sánchez Coello (1531-1588) e seu discípulo Juan Pantoja de la Cruz (1553-1608).
A terceira fase do renascimento espanhol inclui dois grandes pintores:
- El Greco (Domenico Theotocopuli), originário de Creta, mas considerado pintor espanhol. Trabalhou em Toledo.
- Francisco Pacheco del Río, pintor maneirista e do começo do Barroco, mestre de Velázquez e amigo de El Greco.

### Artistas
| - Alejo Fernández (1475?–1545) - Alonso Berruguete (1490?-1561) - Alonso Sánchez Coello (1531-1588) - Antonio Moro (1520?-1576?) - Ayne Bru - El Greco (1541-1614) - Fernando Yáñez de la Almedina (1475?-1536) - Federico Zuccaro (1542-1609) - Francisco Pacheco del Río (1564-1654) - Gaspar Becerra (1520-1570) - Jaime Huguet (1412-1493) - Juan de Flandes (1465?-1519) - Juan de Juanes (1523-1579) - Juan Fernández de Navarrete | - Juan Pantoja de la Cruz (1553-1608) - Juan Vicente Masip (1475-1545) - Luca Cambiaso (1527-1585) - Luis de Morales (1509-1586) - Luís de Vargas - Mateo Pérez de Alesio (Mateo de Lecce, 1547-1628) - Pedro Berruguete (1450-1503) - Pedro Machuca (1485-1550) - Pedro de Campaña (1503-1580?) - Pellegrino Tibaldi (1527-1596) - Vasco Pereira (1535-1609) - Vincenzo Carducci |  |

## Barroco e Rococó
São poucos os pintores rococós de real importância, mas merece menção especial: na Espanha, a figura genial de Francisco de Goya dificilmente admite ser atribuída a um único estilo, dada a amplitude e o caráter muito pessoal de sua obra. 
Entre os pintores rococós espanhóis destacam-se Luis Meléndez e Luis Paret y Alcázar. O primeiro fez retratos, depois se especializou em naturezas-mortas. A segunda, por sua vez, é a contribuição espanhola mais importante ao estilo; Ele pintou de tudo, desde paisagens com figuras até cenas de gênero. 
Vale destacar também a obra pictórica de Antonio Viladomat, Francesc Tramulles Roig e Francesc Pla.

## Século XVIII
Os monarcas Filipe V e Fernando VI recorreram a pintores franceses e italianos, como Louis Michel van Loo, Jacopo Amigoni e Corrado Giaquinto, que iniciaram a decoração do Palácio Real. Mais tarde, Giambattista Tiepolo, o grande pintor de afrescos veneziano, adornou três das abóbadas da residência real com suas pinturas decorativas e coloridas.
Mas a regeneração da pintura espanhola ocorreu com a chegada à Espanha em 1761, convocada por Carlos III, do artista boêmio Anton Raphael Mengs. José Vergara Gimeno (1726-1799), fundador da Real Academia de Belas Artes de San Carlos de Valencia (1768), é a figura mais importante na introdução dos postulados neoclássicos na cidade de Turia.
Muitos pintores trabalharam como cartunistas para a Fábrica de Tapeçarias dirigida por Mengs, como os irmãos Bayeu, José del Castillo ou Francisco de Goya. 
Após a Guerra da Independência, surgiram outros pintores mais jovens que seguiram o Neoclassicismo ortodoxo, migrando depois para estilos mais ecléticos. Entre eles estão José Aparicio (1773-1838), José de Madrazo (1781-1859) e Juan Antonio Ribera (1779-1860), que aprenderam o estilo internacional em Roma e olhavam com admiração para o grande Jacques-Louis David, mas que depois evoluíram e ocuparam uma posição importante na arte espanhola. Suas obras demonstram um perfeito conhecimento do mundo clássico, o equilíbrio entre cor e desenho em suas composições, mas também uma capacidade de adaptação à arte burguesa que o Romantismo vai impor.

## Século XIX

### Neoclassicismo e Romantismo
O início do século é dominado por Francisco de Goya e suas obras influenciadas pela Guerra da Independência. Entre seus seguidores, destaca-se Eugenio Lucas Velázquez.
A pintura oficial de todo o século XIX e XX é identificada com o academicismo, de modo que as convenções neoclássicas serão predominantes durante todo o período. Podem-se identificar traços mais típicos do neoclassicismo, com critérios quase mais cronológicos que estilísticos, nos pintores da primeira geração do século XIX, como Vicente López Portaña (1772-1850) ou José de Madrazo (1781-1859), habitualmente rotulados como neoclássicos; enquanto a geração seguinte, à qual pertence seu filho Federico Madrazo (1815-1894), é frequentemente rotulada como romântica ou mesmo realista. Pintores como Jenaro Pérez Villamil, Antonio María Esquivel e  Valeriano Domínguez Bécquer, irmão do poeta Gustavo Adolfo Bécquer, podem ser identificados com o Romantismo.

## Século XX

### Arte Atual
Os principais pintores espanhóis durante o Século de Ouro foram El Greco, Murilo e Velásquez. Um dos primeiros mestres da arte moderna, Goya, destacou-se durante o final do século XVIII e começo do século XIX. 
O mais conhecido artista espanhol depois de 1900 foi Pablo Picasso. Ele criou, além de suas pinturas, magníficos desenhos, esculturas, gravuras e cerâmicas. Entre outros destacados pintores espanhóis modernos encontram-se Salvador Dali, Juan Gris, Joan Miró e Antonio Tapies.